# Majbaggar
Majbaggar (Meloe) är ett släkte i familjen oljebaggar.

## Kännetecken
Släktet innefattar klumpiga och tröga, svartblå metallskimrande skalbaggar med stor bakkropp. Täckvingarna är mycket korta, i spetsen smala och vitt åtskilda. Flygvingar saknas. De fyra i Sverige förekommande arterna är 10 till 30 millimeter långa, de äggstinna honorna är betydligt större än hanarna. 

## Levnadssätt
Honorna ses på våren och försommaren då de kryper långsamt omkring på marken för att här och där gräva hålor där de lägger ägg i stort antal, mellan 2 000 och 10 000 stycken. Om de oroas, utsöndrar de vid benens ledgångar en skarp gulaktig vätska som innehåller giftet kantaridin. När äggen kläckts kryper larverna upp i blommor och väntar på nektarsökande bin. De hakar fast på biet och följer det till boet där de lever på det solitära biets förråd av nektar och pollen. Larvutvecklingen är hypermetamorfos vilket innebär att de har flera sinsemellan väldigt olika larvstadium och en puppliknande skenpuppa före det sista larvstadiet.

## Arter i Sverige
I Sverige har det funnits 4 arter men en av dessa anses numera vara utdöd. Ytterligare 2 är rödlistade.
- svart majbagge (Meloe proscarabaeus) Sårbar
- violett majbagge (Meloe violaceus)
- brokig majbagge (Meloe variegatus) Nationellt utdöd
- korthalsad majbagge (Meloe brevicollis) Akut hotad